# Alfa Regio
Alpha Regio es una región del planeta Venus que se extiende unos 1500 kilómetros con centro en 22°S, 5°E.
Fue descubierto y nombrado por Richard Goldstein en 1964. El nombre fue aprobado por el Grupo de Trabajo para la Nomenclatura de Sistemas Planetarios (IAU/WGPSN) de la Unión Astronómica Internacional entre 1976 y 1979. Maxwell Montes, Alfa Regio, y Beta Regio son las tres excepciones a la regla de que las características de la superficie de Venus deben ser nombradas con nombres femeninos: mujeres reales o diosas.
La superficie de la región es lo que se conoce como Tessera, lo que significa un terreno que ha sido muy deformado y donde la deformación golpea en múltiples direcciones y está muy próxima entre sí. El término proviene de la palabra griega para "baldosas" (los investigadores rusos que analizaron las imágenes de Venera 15 y Venera 16 pensaron que este terreno parecía un piso de parquet). Como todas las regiones de teselas, se asienta sobre el terreno circundante a una altura de 1 a 2 kilómetros y está muy deformada por lo que parece ser un plegamiento por contracción. Como la mayoría de las unidades de teselas, las llanuras volcánicas circundantes parecen haber fluido alrededor de los márgenes de Alpha y, por lo tanto, son más jóvenes que Alpha.
Un mapa infrarrojo preparado por el orbitador Venus Express muestra que las rocas en la meseta Alpha Regio son de color más claro y parecen viejas en comparación con la mayoría del planeta. En la Tierra, estas rocas de color claro suelen ser granito y forman continentes.